# Club Sport Cartaginés
Club Sport Cartaginés is een voetbalclub uit de stad Cartago in Costa Rica. Thuisstadion is het Estadio José Rafael Meza Ivankovich. CS Cartaginés werd in 1906 opgericht en het is daarmee de oudste voetbalclub van het land.

## Erelijst
- Landskampioenschap

1923, 1936, 1940
- Torneo de Copa de Costa Rica

2014, 2015
- CONCACAF Champions Cup

1994

## Bekende (oud-)spelers
- Hermidio Barrantes
- Claudio Ciccia
- Enrique Córdoba
- Luis Gabelo Conejo
- Leonor Troyo